# Orientalische Weiß-Eiche
Die Orientalische Weiß-Eiche (Quercus aliena) ist eine Pflanzenart aus der Gattung der Eichen (Quercus) in der Familie der Buchengewächse (Fagaceae). Sie ist im östlichen und südöstlichen Asien beheimatet.

## Beschreibung

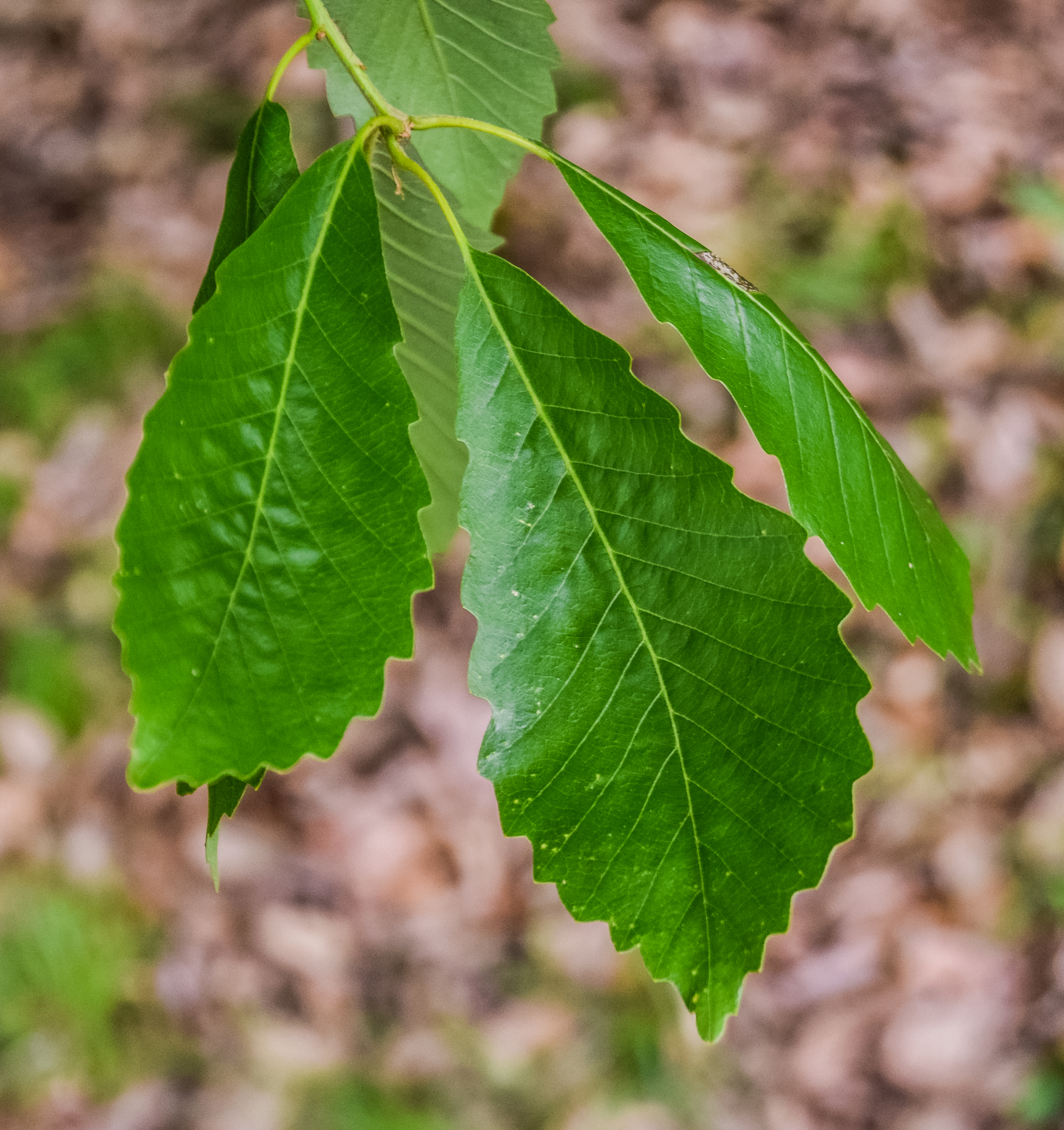
Blätter der Orientalischen Weiß-Eiche

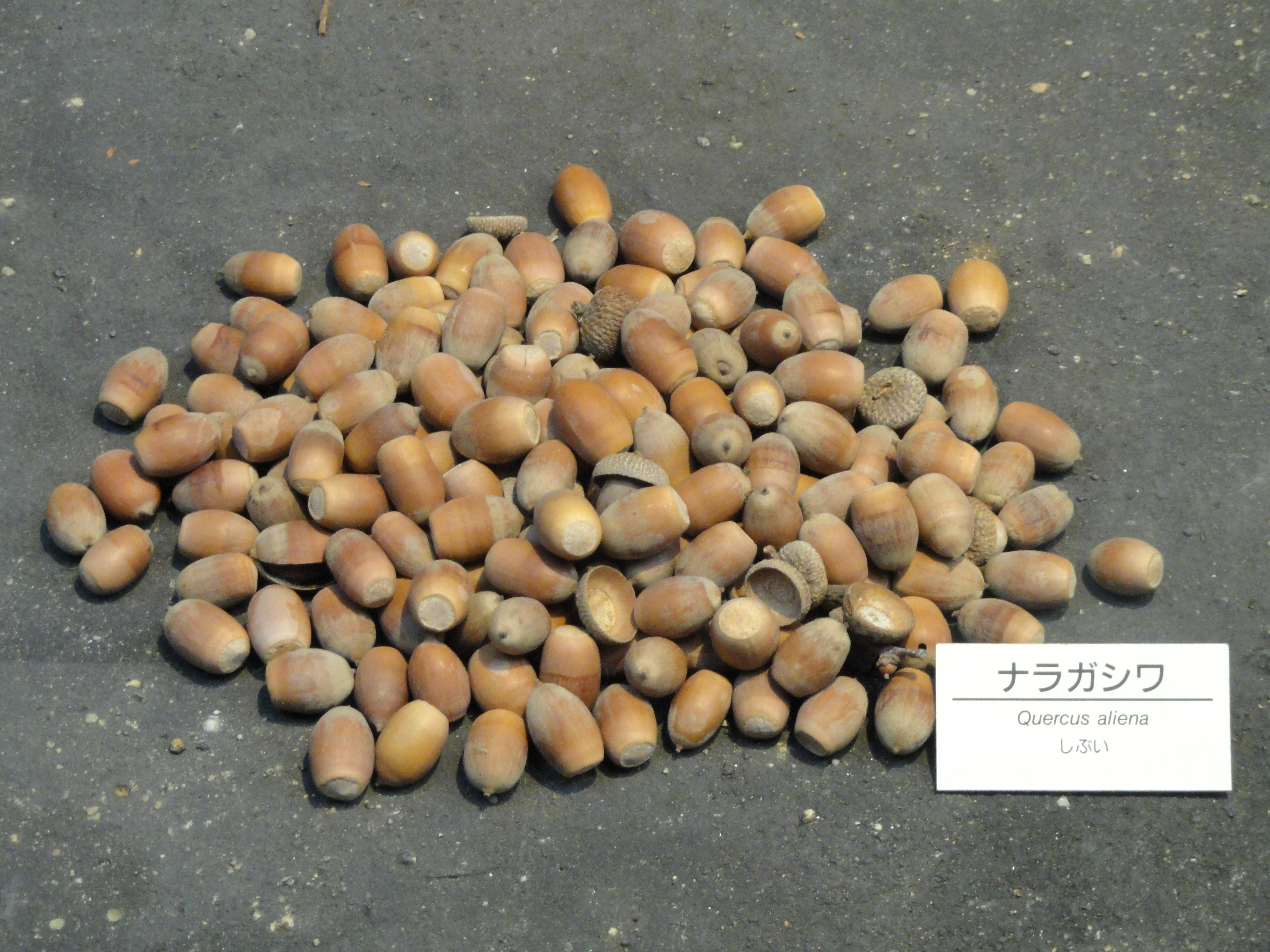
Eicheln der Orientalischen Weiß-Eiche

### Vegetative Merkmale
Die Orientalische Weiß-Eiche wächst als sommergrüner Baum, der Wuchshöhen von bis zu 30 Meter erreichen kann. Der Stammdurchmesser erreicht über 1 Meter. Die gräulich braune Rinde der Zweige ist anfangs behaart, verkahlt aber mit der Zeit. Die rundlichen Lentizellen der Rinde sind bräunlich gefärbt.
Die wechselständig und spiralig an den Zweigen angeordneten Laubblätter sind in Blattstiel und -spreite gegliedert. Der unbehaarte Blattstiel weist eine Länge von 1 bis 1,3 Zentimeter auf. Die einfache Blattspreite ist bei einer Länge von 5 bis 30 Zentimeter und einer Breite von 5 bis 16 Zentimeter verkehrt-ei- bis spatelförmig, mit keilförmiger bis abgerundeter Spreitenbasis und stumpfer bis spitzer Spitze. Die Spreitenränder sind spitz oder stumpf gesägt bis grob gekerbt oder gebuchtet bis feingewellt. Die Blattoberseite ist kahl, während die Unterseite je nach Varietät dicht mit grauen bis gräulich braunen und feinen bis filzigen Haaren besetzt oder auch unbehaart ist. Von jeder Seite des Mittelnerves zweigen 10 bis 15 Blattadern ab.

### Generative Merkmale
Die Orientalische Weiß-Eiche ist einhäusig getrenntgeschlechtig (monözisch). Die Blütezeit erstreckt sich in China von März bis Mai und die Früchte reifen im September bis November. Die weiblichen Blüten stehen achselständig an jungen Trieben. Die gräulich behaarten Tragblätter stehen eng zusammen und sind bei einer Größe von rund 0,2 Zentimetern eiförmig-lanzettlich geformt.
Als Früchte werden Eicheln, eine Nussfrucht, gebildet. Diese werden etwa zur Hälfte von einem becherartig geformten Fruchtbecher umgeben der 1 bis 1,5 Zentimeter lang ist und einen Durchmesser von 1,2 bis 2 Zentimeter hat. Die Eicheln stehen einzeln oder in Zweier- bis Dreierbüscheln zusammen. Die Eichel selbst ist bei einer Länge von 1,7 bis 2,5 Zentimetern sowie einer Dicke von 1,3 bis 1,8 Zentimetern ellipsoid bis eiförmig. Der Griffelfuß hat einen Durchmesser von etwa 0,1 Zentimeter.

## Vorkommen
Das natürliche Verbreitungsgebiet der Orientalischen Weiß-Eiche umfasst das östliche und südöstliche Asien. Es erstreckt sich dabei über weite Teile Chinas, Laos, Myanmars, Vietnams und der Koreanischen Halbinsel bis nach Taiwan und Japan.
Die Orientalische Weiß-Eiche gedeiht in China in mäßig feuchten Mischwäldern in Höhenlagen von 100 bis 2700 Metern.

## Systematik
Die Erstbeschreibung als Quercus aliena erfolgte 1850 durch Carl Ludwig Blume in Museum Botanicum, Band 1, Nummer 19, Seite 298.
Nach R. Govaerts werden folgende Varietäten unterschieden:
- Quercus aliena var. acutiserrata Maxim. (Syn.: Quercus acutidentata var. latifolia Liou, Quercus meridionalis Liou, Quercus meridionalis var. chungnanensis Liou): Sie kommt in China, Japan und auf der Koreanischen Halbinsel vor. Auf Taiwan scheint sie verwildert zu sein.[5][2]
- Quercus aliena var. aliena (Syn.: Quercus hirsutula Blume): Sie kommt im gesamten Verbreitungsgebiet der Art vor.[5][3]
- Quercus aliena var. alticupuliformis H.Wei Jen & L.M.Wang (Syn.: Quercus aliena f. alticupuliformis  (H.Wei Jen & L.M.Wang) H.Wei Jen & L.M.Wang): Sie kommt im nördlichen China vor.[5]
- Quercus aliena var. pekingensis Schottky: Sie kommt im nördlichen China vor.[5][4]
- Quercus aliena var. pellucida Blume (Syn.: Quercus aliena f. pellucida (Blume) Kitam.): Sie kommt in China und Japan vor.[5]